# Serre di Monte Cannarella
Serre di Monte Cannarella este o arie protejată (arie specială de conservare — SAC, sit de importanță comunitară — SCI) din Italia întinsă pe o suprafață de 1.222 ha, integral pe uscat.

## Localizare
Centrul sitului Serre di Monte Cannarella este situat la coordonatele 37°32′48″N 14°14′18″E / 37.546749°N 14.238274°E.

## Înființare
Situl Serre di Monte Cannarella a fost declarat sit de importanță comunitară în septembrie 1995 pentru a proteja 19 specii de animale. Situl a fost protejat și ca arie specială de conservare în decembrie 2015.

## Biodiversitate
Situată în ecoregiunea mediteraneană, aria protejată conține 6 habitate naturale: Galerii de Salix alba și de Populus alba, Pante stâncoase calcaroase cu vegetație casmofită, Galerii și tufărișuri riverane sudice (Nerio-Tamaricetea și Securinegion tinctoriae), Pseudostepă cu ierburi și specii anuale de Thero-Brachypodietea, Păduri de Quercus ilex și Quercus rotundifolia, Păduri de stejar alb estice.
La baza desemnării sitului se află mai multe specii protejate de  păsări (19): Alectoris graeca whitakeri, fâsă-de-câmp (Anthus campestris), ciuf-de-pădure (Asio otus), ciocârlie-cu-degete-scurte (Calandrella brachydactyla), erete vânăt (Circus cyaneus), erete cenușiu (Circus pygargus), dumbrăveancă (Coracias garrulus), Falco biarmicus, șoim călător (Falco peregrinus), vânturel de seară (Falco vespertinus), cocor (Grus grus), acvilă pitică (Hieraaetus pennatus), sfrâncioc cu cap roșu (Lanius senator), ciocârlie de pădure (Lullula arborea), ciocârlie de bărăgan (Melanocorypha calandra), gaia neagră (Milvus migrans), pietrar sur (Oenanthe oenanthe), viespar (Pernis apivorus), pupăză (Upupa epops)
Pe lângă speciile protejate, pe teritoriul sitului au mai fost identificate 23 de specii de plante, 3 specii de păsări, 1 specie de amfibieni, 2 specii de mamifere, 12 specii de nevertebrate, 5 specii de reptile.